# Ligne Kintetsu Tawaramoto
La ligne Kintetsu Tawaramoto (近鉄田原本線, Kintetsu Tawaramoto-sen) est une ligne ferroviaire du réseau Kintetsu située dans la préfecture de Nara au Japon. Elle relie la gare de Nishi-Tawaramoto à celle de Shin-Ōji.

## Histoire
La ligne a été inaugurée le 26 avril 1918.

## Caractéristiques

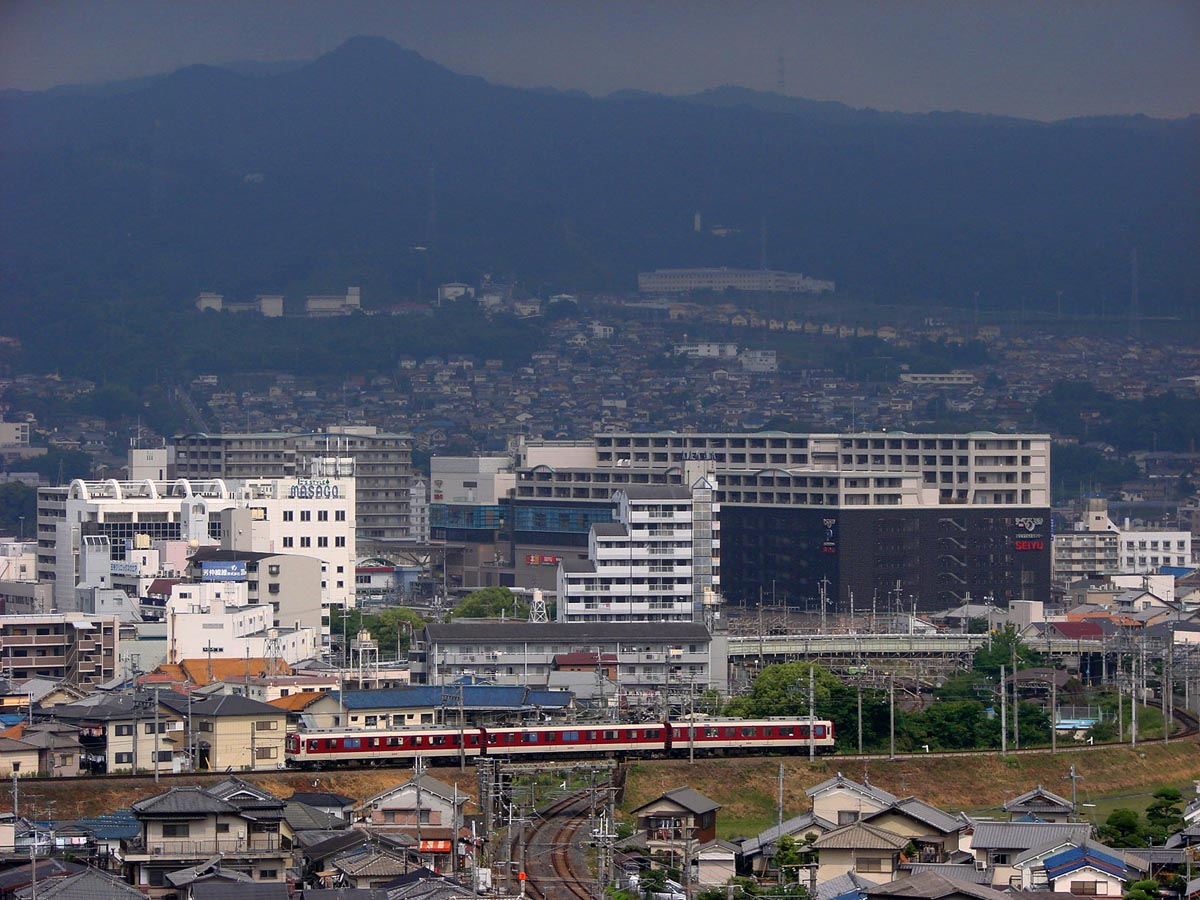
La ligne entre Ōwada et Shin-Ōji

### Ligne
- Longueur : 10,1 km
- Ecartement : 1 435 mm
- Alimentation : 1 500 V par caténaire

### Liste des gares
La ligne comporte 8 gares numérotées de I36 à I43.
| Numéro | Gare             | Nom japonais | Distance depuis Hirahata (km) | Correspondances                                               | Localisation | Localisation       |
| ------ | ---------------- | ------------ | ----------------------------- | ------------------------------------------------------------- | ------------ | ------------------ |
| I36    | Nishi-Tawaramoto | 西田原本     | 0                             | Kintetsu : Kashihara (à Tawaramoto)                           | Tawaramoto   | Préfecture de Nara |
| I37    | Kuroda (ja)      | 黒田         | 2,0                           |                                                               | Tawaramoto   | Préfecture de Nara |
| I38    | Tajima           | 但馬         | 3,0                           |                                                               | Miyake       | Préfecture de Nara |
| I39    | Hashio           | 箸尾         | 4,5                           |                                                               | Kōryō        | Préfecture de Nara |
| I40    | Ikebe            | 池部         | 6,1                           |                                                               | Kawai        | Préfecture de Nara |
| I41    | Samitagawa       | 佐味田川     | 7,1                           |                                                               | Kawai        | Préfecture de Nara |
| I42    | Ōwada            | 大輪田       | 8,2                           |                                                               | Kawai        | Préfecture de Nara |
| I43    | Shin-Ōji         | 新王寺       | 10,1                          | Kintetsu : Ikoma (à Ōji) JR West : Yamatoji, Wakayama (à Ōji) | Ōji          | Préfecture de Nara |